# Look Back in Anger
Look Back in Anger (Mirando hacia atrás con ira o Recordando con ira) es una obra de teatro de John Osborne estrenada en el año 1956. Posteriormente se hizo una película con ella, en 1958, con Richard Burton en el papel principal. 
La obra trata de un triángulo amoroso que implica a un inteligente pero desafecto joven (Jimmy Porter), su impasible esposa de clase media alta (Alison) y la estirada mejor amiga de ella (Helena Charles). Cliff, un afable inquilino galés, intenta mantener la paz. La obra fue un éxito en la escena londinense, y generó el término «angry young men» (Jóvenes iracundos) para describir a Osborne y otros escritores de su generación que usaron la dureza y el realismo, en contraste con lo que anteriormente era visto como producción escapista.

## Producción
La obra fue originalmente producida en el Royal Court Theatre de Londres, con la nota de prensa llamando al autor un angry young man («joven iracundo»), una frase que vino a definir un nuevo movimiento en el teatro británico de los años cincuenta. La obra se estrenó el 8 de mayo de 1956 y según la leyenda el público dio un grito ahogado al ver una tabla de planchar sobre un escenario londinense.
Osborne comenzó una relación con una de las estrellas de la obra, Mary Ure y se divorció de su mujer para casarse con Ure en 1957. Al año siguiente, la producción se trasladó a Broadway con el productor David Merrick y el director Tony Richardson. Con actuación de Alan Bates, Vivienne Drummond, y Ure, tendría tres candidaturas a los premios Tony incluyendo el de Mejor Obra y Mejor actriz dramática para Ure.

## Acogida crítica
Algunos críticos acusaron a Jimmy Porter de autocompasión y de que la obra era inexperta y verbosa. En el programa radiofónico de la BBC The Critics, Ivor Brown comenzó su diatriba describiendo la ambientación de la obra - un piso de una sola habitación en las Midlands - como «incalificablemente sucio y sórdido. Es difícil creer que la hija de un coronel, criada con cierta calidad, fuera capaz de permanecer en esta pocilga un solo día». Siguió echando humo: «Yo me sentí iracundo por haber perdido el tiempo». El crítico del Daily Mail, Cecil Wilson escribió que «la belleza de Mary Ure se desperdició en este papel de esposa que, considerando el tiempo que pasa planchando, parece haberse encargado de la colada de todo el país». Alison, interpretada por Ure, plancha durante todo el primer acto; en el acto segundo hace la comida. Sin embargo, el influyente crítico Kenneth Tynan escribió: «No podría querer a nadie que no deseara ver Mirando hacia atrás con ira.» 
«Tengo una idea», dice en un momento determinado Jimmy. «¿Por qué no jugamos a un pequeño juego? Vamos a fingir que somos seres humanos y que realmente estamos vivos. Sólo por un rato. ¿Qué dices?» Tales afirmaciones, dice la crítica de Kenneth Tynan, hacen de la obra «un pequeño milagro»: «Todas las cualidades están ahí, cualidades que uno ya había desistido de esperar ver sobre un escenario - la deriva hacia la anarquía, la "izquierdosidad" instintiva, el rechazo automático de las actitudes "oficiales", el sentido del humor surrealista (Jimmy describe a un amigo con pluma como "una Emily Brontë femenina"), la promiscuidad despreocupada, el sentimiento de carecer de una cruzada en la que merezca la pena luchar y, por debajo de todo esto, la determinación de que nadie que muere debe quedar sin que se llore por él». Alan Sillitoe, autor de Saturday Night and Sunday Morning (Sábado por la noche y domingo por la mañana) y La soledad del corredor de fondo, escribió que Osborne «no contribuyó al teatro británico: lanzó una mina terrestre e hizo saltar por los aires la mayor parte de él».

## Sinopsis de la obra

### Acto I
El Acto 1 empieza una deprimente tarde de domingo en el diminuto ático de Jimmy y Alison en las Midlands inglesas. Jimmy y Cliff intentan leer los periódicos del domingo, más un semanario radical, «nueve peniques de precio, se puede conseguir en cualquier puesto» como dice Jimmy bruscamente, pidiéndoselo a Cliff. Es una referencia al New Statesman, y en el contexto del período habría puesto en evidencia ante el público, de forma automática, las preferencias políticas de la pareja. Alison intenta hacer la plancha de la semana y sólo escucha a medias el diálogo que se traba entre Cliff y Jimmy.
Se nos cuenta que hay una enorme diferencia social entre Jimmy y Alison. La familia de ella es militar, de clase media alta, quizá próxima a la clase alta, mientras que Jimmy es, decididamente, de clase trabajadora. Tiene que luchar duro contra la desaprobación de la familia de ella. «La madre de Alison y yo nos echamos una ojeada una vez, y desde entonces la edad de la caballerosidad ha muerto», es una de las joyas lingüísticas de la obra. También conocemos que los únicos ingresos de la familia provienen de un puesto de venta de golosinas en el mercado local — un negocio que con seguridad queda muy por debajo de la educación de Jimmy, por no decir de la «posición social» de Alison.
Conforme avanza el acto 1, Jimmy se vuelve más y más mordaz, trasladando su desdén por la familia de Alison hacia ella misma, llamándola «pusilánime» y, en general, denigrándola ante Cliff. Es posible interpretar esta escena como que Jimmy cree que es todo una broma, pero la mayor parte de los actores prefieren interpretarla como si él realmente la estuviera censurando. La diatriba acaba con algo de juego violento físico, que da como resultado que la tabla de planchar se gira y Alison resulta quemada en el brazo. Jimmy sale para tocar la trompeta fuera de escena.
Alison y Cliff interpretan una tierna escena, durante la cual ella le confiesa que se ha quedado embaraza accidentalmente y no se atreve a decírselo a Jimmy. Cliff le insta a que se lo diga. Cuando Jimmy vuelve, Alison le dice que su amiga actriz Helena Charles viene a quedarse, y es totalmente evidente que Jimmy desprecia a Helena incluso más que a Alison. Se marcha totalmente furioso, y el conflicto es inevitable.

### Acto II
El Acto 2 comienza otra tarde de domingo, con Helena y Alison preparando la comida. En una escena a dos, Alison da una pista de por qué decidió escoger a Jimmy, su propia pequeña rebelión contra su crianza más su admiración por las campañas de Jimmy contra la ruina de la vida posterior a la bomba atómica, la postguerra inglesa. Ella describe a Jimmy ante Helena como un «caballero de brillante armadura». Helena dice, firmemente, «Tienes que luchar contra él».
Jimmy entra, y la diatriba continúa. Si su material del acto 1 puede interpretarse como una broma, no cabe duda de la brutalidad intencional de sus ataques a Helena. Cuando las mujeres se ponen sus sombreros y declaran que se marchan a la iglesia, el sentimiento de traición de Jimmy alcanza su momento álgido. Cuando él se marcha para responder a una llamada de teléfono urgente, Helena anuncia que ella ha forzado el asunto. Ha enviado un telegrama a los padres de Alison pidiéndoles que vengan a «rescatarla». Alison queda asombrada pero está de acuerdo en irse.
Después de un corte de escena, vemos al padre de Alison, el coronel Redfern, que ha venido a buscarla para devolverla a la casa familiar. La trama permite que el coronel resulte un personaje bastante simpático, aunque totalmente ignorante del mundo moderno (como él mismo admite). «Te sientes herido porque todo ha cambiado», le dice Alison, «y Jimmy se siente herido porque todo permanece exactamente igual».
Helena llega para despedirse, pretendiendo irse muy pronto ella misma. Alison se sorprende cuando Helena le dice que se quedará otro día, pero se marcha, dando a Cliff una nota para Jimmy. Cliff a su vez se la entrega a Helena y se marcha, diciendo «espero que él te lo meta por la nariz». Casi inmediatamente, entra Jimmy de sopetón. Su desprecio al encontrar una nota de «despedida» le hace volverse contra Helena de nuevo, advirtiéndola que se mantenga lejos de él hasta que se marche. Helena le dice que Alison espera un bebé, y Jimmy admite a regañadientes que está sorprendido. Sin embargo, su diatriba continúa. Al principio empiezan los golpes físicos, y luego, conforme cae el telón del acto 2, Jimmy y Helena están besándose apasionadamente. 

### Final
El acto final empieza como una deliberada repetición del acto 1, pero esta vez con Helena en la tabla de planchar luciendo la camisa roja que Jimmy llevaba en el primer acto. Han pasado los meses. Jimmy es evidentemente más amable con Helena que lo que fue con Alison en el primer acto. En realidad, ella se ríe de sus bromas, y los tres entran en una rutina de comedia de music hall que obviamente no es improvisada. Cliff anuncia que ha decidido irse. Cuando Jimmy deja la habitación para prepararse para la última noche afuera de los tres, abre la puerta y se encuentra a Alison, con mal aspecto. En lugar de preocuparse por ella, Jimmy dice bruscamente por encima de su hombro «Ha venido a verte una amiga» y se marcha abruptamente.
Después de una pausa, Alison explica a Helena que ha perdido al bebé. Uno de los discursos más crueles de Jimmy en el acto primero expresa el deseo de que Alison concibiera un niño y lo perdiera. Las dos mujeres se reconcilian, pero Helena comprende que lo que ha hecho es inmoral y decide, a su vez, irse. Ella llama a Jimmy para que escuche su decisión y él la deja irse con un adiós sarcástico.
La obra acaba con un final sorprendente, una reconciliación muy sentimental entre Jimmy y Alison. Reviven un antiguo juego que solían jugar, pretendiendo ser osos y ardillas, y se asume que en adelante vivirán, si no felizmente, al menos en estado de tregua en la guerra de clases, de ahí en adelante.

## Inspiración
Mirando hacia atrás con ira fue una obra muy autobiográfica basada en el infeliz matrimonio de Osborne con Pamela Lane y su vida en alojamientos hacinados en Derby. Mientras Osborne aspiraba a hacer una carrera en el teatro, Lane era más práctica y realista, sin tomarse en serio las ambiciones de Osborne mientras que lo engañaba con un dentista local. Contiene también gran parte de los primeros años de Osborne, el desgarrador discurso de ver morir a alguien que se ama es una repetición de la muerte de Thomas, padre de Osborne. Pero lo que más se recuerda es, sin embargo, las diatribas de Jimmy contra la mediocridad de la vida inglesa de clase media, personificada por su odiada madre Nelli Beatrice. Madeline, el amor perdido por el que suspira Jimmy, está basado en Stella Linden, una actriz de la compañía de repertorio mayor que animó por primera vez a Osborne a escribir.

## Otros significados
Mirando hacia atrás con ira es también una canción interpretada por el roquero británico David Bowie de su álbum Lodger. Es también una canción de la banda Television Personalities. La banda Oasis se refirió a ella en su canción Don't Look Back in Anger. Es también una frase frecuentemente usada por Craig Charles en el Humor Amarillo de Reino Unido cuando anuncia el 'Furious Flashback' («y ahora vamos a mirar atrás con ira...»). Una de las pistas de la banda sonora de Oldboy también recibe su nombre de la obra.

## Parodias
En The East Cheam Drama Festival, un episodio especial para la serie de comedia radiofónica de la BBC Hancock's Half Hour, los escritores Alan Simpson y Ray Galton presentan un sketch titulado 'Look Back in Hunger' (Mirando hacia atrás con hambre), con Bill Kerr en el papel de Jimmy Porter ('The Hungry Young Man' - el Joven hambriento) quejándose de los valores pequeño-burgueses de sus padres. Durante un intercambio particularmente memorable, Jimmy dice que quiere ser diferente y que «No puedo ser igual que todos los demás» sólo porque su padre (interpretado por Sid James) le ordena que «se calle y se ponga los pantalones». Según todos los relatos, Osborne fue honrado de ver su trabajo parodiado en el espectáculo, considerando que Tony Hancock era el mejor comediante de su generación, y los dos hombres más tarde desarrollarían una firme amistad.